# Volta Ciclista a Catalunya 2019
Volta Ciclista a Catalunya 2019 – 99. edycja wyścigu kolarskiego Volta Ciclista a Catalunya, która odbyła się w dniach od 25 do 31 marca 2019 na liczącej 1160 kilometrów trasie składającej się z 7 etapów, biegnącej z Calelli do Barcelony. Impreza kategorii 2.UWT była częścią UCI World Tour 2019.

## Etapy
| Etap | Data   | Start – Meta                         | type        | Dystans (km) | Zwycięzca etapu       | Lider              |
| ---- | ------ | ------------------------------------ | ----------- | ------------ | --------------------- | ------------------ |
| 1    | 25 mar | Calella – Calella                    | górzysty    | 164          | Thomas De Gendt       | Thomas De Gendt    |
| 2    | 26 mar | Mataró – Sant Feliu de Guíxols       | pagórkowaty | 166,7        | Michael Matthews      | Thomas De Gendt    |
| 3    | 27 mar | Sant Feliu de Guíxols – Vallter 2000 | górski      | 179          | Adam Yates            | Thomas De Gendt    |
| 4    | 28 mar | Llanars – La Molina                  | górski      | 150,3        | Miguel Ángel López    | Miguel Ángel López |
| 5    | 29 mar | Puigcerdà – San Cugat del Vallés     | pagórkowaty | 188,1        | Maximilian Schachmann | Miguel Ángel López |
| 6    | 30 mar | Valls – Vila-seca                    | górzysty    | 169,1        | Michael Matthews      | Miguel Ángel López |
| 7    | 31 mar | Barcelona – Barcelona                | górzysty    | 143,1        | Davide Formolo        | Miguel Ángel López |

## Uczestnicy

### Drużyny
| WorldTeams (18)- AG2R La Mondiale - Groupama-FDJ - Movistar Team - Lotto Soudal - Deceuninck-Quick Step - Sky - Bora-hansgrohe - Mitchelton-Scott - Astana - Bahrain-Merida - Team Sunweb - Team Jumbo-Visma - UAE Team Emirates - Trek-Segafredo - EF Education First - Katusha-Alpecin - Dimension Data - CCC Team Professional continental teams (7)- Caja Rural-Seguros RGA - Cofidis, Solutions Crédits - Euskadi Basque Country-Murias - Roompot-Charles - Arkéa-Samsic - Wanty-Groupe Gobert - Burgos-BH |
| |

### Lista startowa
| Movistar Team MOV | Movistar Team MOV                | Movistar Team MOV |
| ----------------- | -------------------------------- | ----------------- |
| Nr                | Kolarz                           | Miejsce           |
| 1                 | Alejandro Valverde (ESP) (szosa) | 10.               |
| 2                 | Nairo Quintana (COL)             | 4.                |
| 3                 | Richard Carapaz (ECU)            | 26.               |
| 4                 | Carlos Verona (ESP)              | 52.               |
| 5                 | Andrey Amador (CRC)              | 84.               |
| 6                 | Imanol Erviti (ESP)              | 85.               |
| 7                 | Marc Soler (ESP)                 | DNF-7             |

| Deceuninck-Quick Step DQT | Deceuninck-Quick Step DQT | Deceuninck-Quick Step DQT |
| ------------------------- | ------------------------- | ------------------------- |
| Nr                        | Kolarz                    | Miejsce                   |
| 11                        | Enric Mas (ESP)           | 9.                        |
| 12                        | Álvaro Hodeg (COL)        | DNF-5                     |
| 13                        | James Knox (GBR)          | 25.                       |
| 14                        | Dries Devenyns (BEL)      | DNF-7                     |
| 15                        | Eros Capecchi (ITA)       | DNF-7                     |
| 16                        | Fabio Sabatini (ITA)      | DNF-7                     |
| 17                        | Petr Vakoč (CZE)          | 95.                       |

| Team Sky SKY | Team Sky SKY           | Team Sky SKY |
| ------------ | ---------------------- | ------------ |
| Nr           | Kolarz                 | Miejsce      |
| 21           | Chris Froome (GBR)     | 94.          |
| 22           | Egan Bernal (COL)      | 3.           |
| 23           | Iván Sosa (COL)        | 41.          |
| 24           | Pawieł Siwakow (RUS)   | 30.          |
| 25           | Jhonatan Narváez (ECU) | 63.          |
| 26           | Sebastián Henao (COL)  | 49.          |
| 27           | Christian Knees (GER)  | DNF-7        |

| Bora-Hansgrohe BOH | Bora-Hansgrohe BOH          | Bora-Hansgrohe BOH |
| ------------------ | --------------------------- | ------------------ |
| Nr                 | Kolarz                      | Miejsce            |
| 31                 | Maximilian Schachmann (GER) | 12.                |
| 32                 | Davide Formolo (ITA)        | 20.                |
| 33                 | Rafał Majka (POL)           | 7.                 |
| 34                 | Erik Baška (SVK)            | DNF-2              |
| 35                 | Gregor Mühlberger (AUT)     | 39.                |
| 36                 | Jay McCarthy (AUS)          | DNF-7              |
| 37                 | Andreas Schillinger (GER)   | DNF-7              |

| Mitchelton-Scott MTS | Mitchelton-Scott MTS      | Mitchelton-Scott MTS |
| -------------------- | ------------------------- | -------------------- |
| Nr                   | Kolarz                    | Miejsce              |
| 41                   | Simon Yates (GBR)         | 13.                  |
| 42                   | Daryl Impey (RSA) (szosa) | 66.                  |
| 43                   | Adam Yates (GBR)          | 2.                   |
| 44                   | Dion Smith (NZL)          | 54.                  |
| 45                   | Michael Albasini (SUI)    | DNF-7                |
| 46                   | Tsgabu Grmay (ETH)        | 51.                  |
| 47                   | Esteban Chaves (COL)      | 34.                  |

| Astana AST | Astana AST                  | Astana AST |
| ---------- | --------------------------- | ---------- |
| Nr         | Kolarz                      | Miejsce    |
| 51         | Miguel Ángel López (COL)    | 1.         |
| 52         | Pello Bilbao (ESP)          | 28.        |
| 53         | Merhawi Kudus (ERI) (szosa) | 27.        |
| 54         | Davide Villella (ITA)       | 45.        |
| 55         | Andriej Zejc (KAZ)          | 22.        |
| 56         | Rodrigo Contreras (COL)     | DNF-7      |
| 57         | Jonas Gregaard (DEN)        | 88.        |

| Bahrain-Merida TBM | Bahrain-Merida TBM        | Bahrain-Merida TBM |
| ------------------ | ------------------------- | ------------------ |
| Nr                 | Kolarz                    | Miejsce            |
| 61                 | Damiano Caruso (ITA)      | 19.                |
| 62                 | Hermann Pernsteiner (AUT) | 14.                |
| 63                 | Grega Bole (SLO)          | 73.                |
| 64                 | Andrea Garosio (ITA)      | 67.                |
| 65                 | Phil Bauhaus (GER)        | DNF-7              |
| 66                 | Antonio Nibali (ITA)      | 83.                |
| 67                 | Valerio Agnoli (ITA)      | DNF-7              |

| Team Sunweb SUN | Team Sunweb SUN        | Team Sunweb SUN |
| --------------- | ---------------------- | --------------- |
| Nr              | Kolarz                 | Miejsce         |
| 71              | Michael Matthews (AUS) | 59.             |
| 72              | Wilco Kelderman (NED)  | DNF-5           |
| 73              | Robert Power (AUS)     | 99.             |
| 74              | Chris Hamilton (AUS)   | DNF-7           |
| 75              | Jan Bakelants (BEL)    | 65.             |
| 76              | Michael Storer (AUS)   | DNF-7           |
| 77              | Lennard Kämna (GER)    | 80.             |

| Team Jumbo-Visma TJV | Team Jumbo-Visma TJV    | Team Jumbo-Visma TJV |
| -------------------- | ----------------------- | -------------------- |
| Nr                   | Kolarz                  | Miejsce              |
| 81                   | Steven Kruijswijk (NED) | 5.                   |
| 82                   | Antwan Tolhoek (NED)    | DNF-7                |
| 83                   | Sepp Kuss (USA)         | DNF-7                |
| 84                   | Floris De Tier (BEL)    | 47.                  |
| 85                   | Tom Leezer (NED)        | DNF-7                |
| 86                   | Lennard Hofstede (NED)  | 60.                  |
| 87                   | Bert-Jan Lindeman (NED) | DNF-7                |

| AG2R La Mondiale ALM | AG2R La Mondiale ALM    | AG2R La Mondiale ALM |
| -------------------- | ----------------------- | -------------------- |
| Nr                   | Kolarz                  | Miejsce              |
| 91                   | Romain Bardet (FRA)     | DNF-7                |
| 92                   | Tony Gallopin (FRA)     | DNF-7                |
| 93                   | François Bidard (FRA)   | 57.                  |
| 94                   | Alexis Gougeard (FRA)   | 91.                  |
| 95                   | Geoffrey Bouchard (FRA) | 76.                  |
| 96                   | Axel Domont (FRA)       | DNF-5                |
| 97                   | Ben Gastauer (LUX)      | 55.                  |

| UAE Team Emirates UAD | UAE Team Emirates UAD       | UAE Team Emirates UAD |
| --------------------- | --------------------------- | --------------------- |
| Nr                    | Kolarz                      | Miejsce               |
| 101                   | Daniel Martin (IRL)         | 23.                   |
| 102                   | Alaksandr Rabuszenka (BLR)  | 92.                   |
| 103                   | Rui Oliveira (POR)          | DNF-4                 |
| 104                   | Edward Ravasi (ITA)         | 72.                   |
| 105                   | Simone Petilli (ITA)        | 48.                   |
| 106                   | Cristian Camilo Muñoz (COL) | 58.                   |
| 107                   | Rory Sutherland (AUS)       | 87.                   |

| Trek-Segafredo TFS | Trek-Segafredo TFS      | Trek-Segafredo TFS |
| ------------------ | ----------------------- | ------------------ |
| Nr                 | Kolarz                  | Miejsce            |
| 111                | Richie Porte (AUS)      | 38.                |
| 112                | Giulio Ciccone (ITA)    | 29.                |
| 113                | Michael Gogl (AUT)      | DNF-4              |
| 114                | Peter Stetina (USA)     | 61.                |
| 115                | Niklas Eg (DEN)         | 77.                |
| 116                | Jarlinson Pantano (COL) | DNF-1              |
| 117                | William Clarke (AUS)    | DNF-4              |

| Groupama-FDJ GFC | Groupama-FDJ GFC               | Groupama-FDJ GFC |
| ---------------- | ------------------------------ | ---------------- |
| Nr               | Kolarz                         | Miejsce          |
| 121              | Thibaut Pinot (FRA)            | 11.              |
| 122              | Sébastien Reichenbach (SUI)    | 33.              |
| 123              | Tobias Ludvigsson (SWE)        | 56.              |
| 124              | Kilian Frankiny (SUI)          | 86.              |
| 125              | Steve Morabito (SUI) (szosa)   | DNF-1            |
| 126              | Antoine Duchesne (CAN) (szosa) | 98.              |
| 127              | Benoît Vaugrenard (FRA)        | DNF-7            |

| Lotto-Soudal LTS | Lotto-Soudal LTS      | Lotto-Soudal LTS |
| ---------------- | --------------------- | ---------------- |
| Nr               | Kolarz                | Miejsce          |
| 131              | Jelle Vanendert (BEL) | 74.              |
| 132              | Bjorg Lambrecht (BEL) | 44.              |
| 133              | Thomas De Gendt (BEL) | 36.              |
| 134              | Maxime Monfort (BEL)  | DNS-5            |
| 135              | Rémy Mertz (BEL)      | DNF-4            |
| 136              | Sander Armée (BEL)    | 96.              |
| 137              | Harm Vanhoucke (BEL)  | DNF-7            |

| EF Education First EF1 | EF Education First EF1   | EF Education First EF1 |
| ---------------------- | ------------------------ | ---------------------- |
| Nr                     | Kolarz                   | Miejsce                |
| 141                    | Michael Woods (CAN)      | 6.                     |
| 142                    | Tejay van Garderen (USA) | DNF-7                  |
| 143                    | Hugh Carthy (GBR)        | DNF-7                  |
| 144                    | Tanel Kangert (EST)      | 40.                    |
| 145                    | Jonathan Caicedo (ECU)   | DNF-7                  |
| 146                    | Joe Dombrowski (USA)     | 21.                    |
| 147                    | Nathan Brown (USA)       | 75.                    |

| Katusha-Alpecin TKA | Katusha-Alpecin TKA    | Katusha-Alpecin TKA |
| ------------------- | ---------------------- | ------------------- |
| Nr                  | Kolarz                 | Miejsce             |
| 151                 | Nathan Haas (AUS)      | DNF-3               |
| 152                 | Ilnur Zakarin (RUS)    | 17.                 |
| 153                 | Simon Špilak (SLO)     | DNF-4               |
| 154                 | Daniel Navarro (ESP)   | 46.                 |
| 155                 | Steff Cras (BEL)       | DNF-7               |
| 156                 | Matteo Fabbro (ITA)    | 71.                 |
| 157                 | Pawieł Koczetkow (RUS) | DNF-7               |

| Dimension Data TDD | Dimension Data TDD               | Dimension Data TDD |
| ------------------ | -------------------------------- | ------------------ |
| Nr                 | Kolarz                           | Miejsce            |
| 161                | Enrico Gasparotto (ITA)          | DNS-5              |
| 162                | Gino Mäder (SUI)                 | DNF-2              |
| 163                | Ryan Gibbons (RSA)               | DNF-7              |
| 164                | Ben O’Connor (AUS)               | DNF-7              |
| 165                | Amanuel Ghebreigzabhier (ERI)    | 100.               |
| 166                | Danilo Wyss (SUI)                | 93.                |
| 167                | Jacques Janse van Rensburg (RSA) | DNF-7              |

| CCC Team CPT | CCC Team CPT          | CCC Team CPT |
| ------------ | --------------------- | ------------ |
| Nr           | Kolarz                | Miejsce      |
| 171          | Patrick Bevin (NZL)   | 32.          |
| 172          | Josef Černý (CZE)     | DNF-7        |
| 173          | Riccardo Zoidl (AUT)  | 35.          |
| 174          | Łukasz Owsian (POL)   | DNF-7        |
| 175          | Joseph Rosskopf (USA) | DNS-3        |
| 176          | Simon Geschke (GER)   | DNF-7        |
| 177          | Laurens ten Dam (NED) | 31.          |

| Burgos-BH BBH | Burgos-BH BBH        | Burgos-BH BBH |
| ------------- | -------------------- | ------------- |
| Nr            | Kolarz               | Miejsce       |
| 181           | Ricardo Vilela (POR) | 68.           |
| 182           | Ángel Madrazo (ESP)  | DNF-7         |
| 183           | Diego Rubio (ESP)    | DNF-7         |
| 184           | José Fernandes (POR) | DNF-4         |
| 185           | Óscar Cabedo (ESP)   | DNF-6         |
| 186           | James Mitri (NZL)    | DNF-7         |
| 187           | Jorge Cubero (ESP)   | DNF-1         |

| Caja Rural-Seguros RGA CJR | Caja Rural-Seguros RGA CJR       | Caja Rural-Seguros RGA CJR |
| -------------------------- | -------------------------------- | -------------------------- |
| Nr                         | Kolarz                           | Miejsce                    |
| 191                        | Domingos Gonçalves (POR) (szosa) | DNF-1                      |
| 192                        | Alan Banaszek (POL)              | DNF-3                      |
| 193                        | Cristián Rodríguez (ESP)         | DNF-7                      |
| 194                        | Gonzalo Serrano (ESP)            |                            |
| 195                        | Álvaro Cuadros (ESP)             | DNS-6                      |
| 196                        | Nelson Soto (COL)                | DNF-7                      |
| 197                        | Sebastián Mora (ESP)             | DNF-7                      |

| Cofidis, Solutions Crédits COF | Cofidis, Solutions Crédits COF | Cofidis, Solutions Crédits COF |
| ------------------------------ | ------------------------------ | ------------------------------ |
| Nr                             | Kolarz                         | Miejsce                        |
| 201                            | Jesús Herrada (ESP)            | 42.                            |
| 202                            | Hugo Hofstetter (FRA)          | DNS-3                          |
| 203                            | Jesper Hansen (DEN)            | DNS-3                          |
| 204                            | José Herrada (ESP)             | DNF-2                          |
| 205                            | Natnael Berhane (ERI)          | DNF-7                          |
| 206                            | Luis Ángel Maté (ESP)          | 18.                            |
| 207                            | Darwin Atapuma (COL)           | 16.                            |

| Euskadi Basque Country-Murias EUS | Euskadi Basque Country-Murias EUS | Euskadi Basque Country-Murias EUS |
| --------------------------------- | --------------------------------- | --------------------------------- |
| Nr                                | Kolarz                            | Miejsce                           |
| 211                               | Fernando Barceló (ESP)            | 53.                               |
| 212                               | Mikel Bizkarra (ESP)              | 43.                               |
| 213                               | Garikoitz Bravo (ESP)             | DNF-7                             |
| 214                               | Óscar Rodríguez (ESP)             | DNF-7                             |
| 215                               | Mikel Aristi (ESP)                | DNF-7                             |
| 216                               | Mikel Iturria (ESP)               | 79.                               |
| 217                               | Sergio Samitier (ESP)             | 97.                               |

| Roompot-Charles ROC | Roompot-Charles ROC      | Roompot-Charles ROC |
| ------------------- | ------------------------ | ------------------- |
| Nr                  | Kolarz                   | Miejsce             |
| 221                 | Pieter Weening (NED)     | 78.                 |
| 222                 | Huub Duyn (NED)          | DNF-3               |
| 223                 | Oscar Riesebeek (NED)    | 89.                 |
| 224                 | Nick van der Lijke (NED) | 70.                 |
| 225                 | Maurits Lammertink (NED) | 69.                 |
| 226                 | Mathias De Witte (BEL)   | 82.                 |
| 227                 | Arjen Livyns (BEL)       | DNF-1               |

| Arkéa-Samsic PCB | Arkéa-Samsic PCB        | Arkéa-Samsic PCB |
| ---------------- | ----------------------- | ---------------- |
| Nr               | Kolarz                  | Miejsce          |
| 231              | André Greipel (GER)     | DNS-6            |
| 232              | Warren Barguil (FRA)    | DNF-7            |
| 233              | Anthony Delaplace (FRA) | 90.              |
| 234              | Kévin Ledanois (FRA)    | 62.              |
| 235              | Brice Feillu (FRA)      | 81.              |
| 236              | Florian Vachon (FRA)    | DNF-6            |
| 237              | Amaël Moinard (FRA)     | 64.              |

| Wanty-Gobert WGG | Wanty-Gobert WGG           | Wanty-Gobert WGG |
| ---------------- | -------------------------- | ---------------- |
| Nr               | Kolarz                     | Miejsce          |
| 241              | Guillaume Martin (FRA)     | 8.               |
| 242              | Xandro Meurisse (BEL)      | DNS-4            |
| 243              | Thomas Degand (BEL)        | 37.              |
| 244              | Odd Christian Eiking (NOR) | 15.              |
| 245              | Fabien Doubey (FRA)        | 24.              |
| 246              | Marco Minnaard (NED)       | 50.              |
| 247              | Bart De Clercq (BEL)       | DNF-7            |

| Movistar Team MOV | Movistar Team MOV                | Movistar Team MOV |
| ----------------- | -------------------------------- | ----------------- |
| Nr                | Kolarz                           | Miejsce           |
| 1                 | Alejandro Valverde (ESP) (szosa) | 10.               |
| 2                 | Nairo Quintana (COL)             | 4.                |
| 3                 | Richard Carapaz (ECU)            | 26.               |
| 4                 | Carlos Verona (ESP)              | 52.               |
| 5                 | Andrey Amador (CRC)              | 84.               |
| 6                 | Imanol Erviti (ESP)              | 85.               |
| 7                 | Marc Soler (ESP)                 | DNF-7             |

| Deceuninck-Quick Step DQT | Deceuninck-Quick Step DQT | Deceuninck-Quick Step DQT |
| ------------------------- | ------------------------- | ------------------------- |
| Nr                        | Kolarz                    | Miejsce                   |
| 11                        | Enric Mas (ESP)           | 9.                        |
| 12                        | Álvaro Hodeg (COL)        | DNF-5                     |
| 13                        | James Knox (GBR)          | 25.                       |
| 14                        | Dries Devenyns (BEL)      | DNF-7                     |
| 15                        | Eros Capecchi (ITA)       | DNF-7                     |
| 16                        | Fabio Sabatini (ITA)      | DNF-7                     |
| 17                        | Petr Vakoč (CZE)          | 95.                       |

| Team Sky SKY | Team Sky SKY           | Team Sky SKY |
| ------------ | ---------------------- | ------------ |
| Nr           | Kolarz                 | Miejsce      |
| 21           | Chris Froome (GBR)     | 94.          |
| 22           | Egan Bernal (COL)      | 3.           |
| 23           | Iván Sosa (COL)        | 41.          |
| 24           | Pawieł Siwakow (RUS)   | 30.          |
| 25           | Jhonatan Narváez (ECU) | 63.          |
| 26           | Sebastián Henao (COL)  | 49.          |
| 27           | Christian Knees (GER)  | DNF-7        |

| Bora-Hansgrohe BOH | Bora-Hansgrohe BOH          | Bora-Hansgrohe BOH |
| ------------------ | --------------------------- | ------------------ |
| Nr                 | Kolarz                      | Miejsce            |
| 31                 | Maximilian Schachmann (GER) | 12.                |
| 32                 | Davide Formolo (ITA)        | 20.                |
| 33                 | Rafał Majka (POL)           | 7.                 |
| 34                 | Erik Baška (SVK)            | DNF-2              |
| 35                 | Gregor Mühlberger (AUT)     | 39.                |
| 36                 | Jay McCarthy (AUS)          | DNF-7              |
| 37                 | Andreas Schillinger (GER)   | DNF-7              |

| Mitchelton-Scott MTS | Mitchelton-Scott MTS      | Mitchelton-Scott MTS |
| -------------------- | ------------------------- | -------------------- |
| Nr                   | Kolarz                    | Miejsce              |
| 41                   | Simon Yates (GBR)         | 13.                  |
| 42                   | Daryl Impey (RSA) (szosa) | 66.                  |
| 43                   | Adam Yates (GBR)          | 2.                   |
| 44                   | Dion Smith (NZL)          | 54.                  |
| 45                   | Michael Albasini (SUI)    | DNF-7                |
| 46                   | Tsgabu Grmay (ETH)        | 51.                  |
| 47                   | Esteban Chaves (COL)      | 34.                  |

| Astana AST | Astana AST                  | Astana AST |
| ---------- | --------------------------- | ---------- |
| Nr         | Kolarz                      | Miejsce    |
| 51         | Miguel Ángel López (COL)    | 1.         |
| 52         | Pello Bilbao (ESP)          | 28.        |
| 53         | Merhawi Kudus (ERI) (szosa) | 27.        |
| 54         | Davide Villella (ITA)       | 45.        |
| 55         | Andriej Zejc (KAZ)          | 22.        |
| 56         | Rodrigo Contreras (COL)     | DNF-7      |
| 57         | Jonas Gregaard (DEN)        | 88.        |

| Bahrain-Merida TBM | Bahrain-Merida TBM        | Bahrain-Merida TBM |
| ------------------ | ------------------------- | ------------------ |
| Nr                 | Kolarz                    | Miejsce            |
| 61                 | Damiano Caruso (ITA)      | 19.                |
| 62                 | Hermann Pernsteiner (AUT) | 14.                |
| 63                 | Grega Bole (SLO)          | 73.                |
| 64                 | Andrea Garosio (ITA)      | 67.                |
| 65                 | Phil Bauhaus (GER)        | DNF-7              |
| 66                 | Antonio Nibali (ITA)      | 83.                |
| 67                 | Valerio Agnoli (ITA)      | DNF-7              |

| Team Sunweb SUN | Team Sunweb SUN        | Team Sunweb SUN |
| --------------- | ---------------------- | --------------- |
| Nr              | Kolarz                 | Miejsce         |
| 71              | Michael Matthews (AUS) | 59.             |
| 72              | Wilco Kelderman (NED)  | DNF-5           |
| 73              | Robert Power (AUS)     | 99.             |
| 74              | Chris Hamilton (AUS)   | DNF-7           |
| 75              | Jan Bakelants (BEL)    | 65.             |
| 76              | Michael Storer (AUS)   | DNF-7           |
| 77              | Lennard Kämna (GER)    | 80.             |

| Team Jumbo-Visma TJV | Team Jumbo-Visma TJV    | Team Jumbo-Visma TJV |
| -------------------- | ----------------------- | -------------------- |
| Nr                   | Kolarz                  | Miejsce              |
| 81                   | Steven Kruijswijk (NED) | 5.                   |
| 82                   | Antwan Tolhoek (NED)    | DNF-7                |
| 83                   | Sepp Kuss (USA)         | DNF-7                |
| 84                   | Floris De Tier (BEL)    | 47.                  |
| 85                   | Tom Leezer (NED)        | DNF-7                |
| 86                   | Lennard Hofstede (NED)  | 60.                  |
| 87                   | Bert-Jan Lindeman (NED) | DNF-7                |

| AG2R La Mondiale ALM | AG2R La Mondiale ALM    | AG2R La Mondiale ALM |
| -------------------- | ----------------------- | -------------------- |
| Nr                   | Kolarz                  | Miejsce              |
| 91                   | Romain Bardet (FRA)     | DNF-7                |
| 92                   | Tony Gallopin (FRA)     | DNF-7                |
| 93                   | François Bidard (FRA)   | 57.                  |
| 94                   | Alexis Gougeard (FRA)   | 91.                  |
| 95                   | Geoffrey Bouchard (FRA) | 76.                  |
| 96                   | Axel Domont (FRA)       | DNF-5                |
| 97                   | Ben Gastauer (LUX)      | 55.                  |

| UAE Team Emirates UAD | UAE Team Emirates UAD       | UAE Team Emirates UAD |
| --------------------- | --------------------------- | --------------------- |
| Nr                    | Kolarz                      | Miejsce               |
| 101                   | Daniel Martin (IRL)         | 23.                   |
| 102                   | Alaksandr Rabuszenka (BLR)  | 92.                   |
| 103                   | Rui Oliveira (POR)          | DNF-4                 |
| 104                   | Edward Ravasi (ITA)         | 72.                   |
| 105                   | Simone Petilli (ITA)        | 48.                   |
| 106                   | Cristian Camilo Muñoz (COL) | 58.                   |
| 107                   | Rory Sutherland (AUS)       | 87.                   |

| Trek-Segafredo TFS | Trek-Segafredo TFS      | Trek-Segafredo TFS |
| ------------------ | ----------------------- | ------------------ |
| Nr                 | Kolarz                  | Miejsce            |
| 111                | Richie Porte (AUS)      | 38.                |
| 112                | Giulio Ciccone (ITA)    | 29.                |
| 113                | Michael Gogl (AUT)      | DNF-4              |
| 114                | Peter Stetina (USA)     | 61.                |
| 115                | Niklas Eg (DEN)         | 77.                |
| 116                | Jarlinson Pantano (COL) | DNF-1              |
| 117                | William Clarke (AUS)    | DNF-4              |

| Groupama-FDJ GFC | Groupama-FDJ GFC               | Groupama-FDJ GFC |
| ---------------- | ------------------------------ | ---------------- |
| Nr               | Kolarz                         | Miejsce          |
| 121              | Thibaut Pinot (FRA)            | 11.              |
| 122              | Sébastien Reichenbach (SUI)    | 33.              |
| 123              | Tobias Ludvigsson (SWE)        | 56.              |
| 124              | Kilian Frankiny (SUI)          | 86.              |
| 125              | Steve Morabito (SUI) (szosa)   | DNF-1            |
| 126              | Antoine Duchesne (CAN) (szosa) | 98.              |
| 127              | Benoît Vaugrenard (FRA)        | DNF-7            |

| Lotto-Soudal LTS | Lotto-Soudal LTS      | Lotto-Soudal LTS |
| ---------------- | --------------------- | ---------------- |
| Nr               | Kolarz                | Miejsce          |
| 131              | Jelle Vanendert (BEL) | 74.              |
| 132              | Bjorg Lambrecht (BEL) | 44.              |
| 133              | Thomas De Gendt (BEL) | 36.              |
| 134              | Maxime Monfort (BEL)  | DNS-5            |
| 135              | Rémy Mertz (BEL)      | DNF-4            |
| 136              | Sander Armée (BEL)    | 96.              |
| 137              | Harm Vanhoucke (BEL)  | DNF-7            |

| EF Education First EF1 | EF Education First EF1   | EF Education First EF1 |
| ---------------------- | ------------------------ | ---------------------- |
| Nr                     | Kolarz                   | Miejsce                |
| 141                    | Michael Woods (CAN)      | 6.                     |
| 142                    | Tejay van Garderen (USA) | DNF-7                  |
| 143                    | Hugh Carthy (GBR)        | DNF-7                  |
| 144                    | Tanel Kangert (EST)      | 40.                    |
| 145                    | Jonathan Caicedo (ECU)   | DNF-7                  |
| 146                    | Joe Dombrowski (USA)     | 21.                    |
| 147                    | Nathan Brown (USA)       | 75.                    |

| Katusha-Alpecin TKA | Katusha-Alpecin TKA    | Katusha-Alpecin TKA |
| ------------------- | ---------------------- | ------------------- |
| Nr                  | Kolarz                 | Miejsce             |
| 151                 | Nathan Haas (AUS)      | DNF-3               |
| 152                 | Ilnur Zakarin (RUS)    | 17.                 |
| 153                 | Simon Špilak (SLO)     | DNF-4               |
| 154                 | Daniel Navarro (ESP)   | 46.                 |
| 155                 | Steff Cras (BEL)       | DNF-7               |
| 156                 | Matteo Fabbro (ITA)    | 71.                 |
| 157                 | Pawieł Koczetkow (RUS) | DNF-7               |

| Dimension Data TDD | Dimension Data TDD               | Dimension Data TDD |
| ------------------ | -------------------------------- | ------------------ |
| Nr                 | Kolarz                           | Miejsce            |
| 161                | Enrico Gasparotto (ITA)          | DNS-5              |
| 162                | Gino Mäder (SUI)                 | DNF-2              |
| 163                | Ryan Gibbons (RSA)               | DNF-7              |
| 164                | Ben O’Connor (AUS)               | DNF-7              |
| 165                | Amanuel Ghebreigzabhier (ERI)    | 100.               |
| 166                | Danilo Wyss (SUI)                | 93.                |
| 167                | Jacques Janse van Rensburg (RSA) | DNF-7              |

| CCC Team CPT | CCC Team CPT          | CCC Team CPT |
| ------------ | --------------------- | ------------ |
| Nr           | Kolarz                | Miejsce      |
| 171          | Patrick Bevin (NZL)   | 32.          |
| 172          | Josef Černý (CZE)     | DNF-7        |
| 173          | Riccardo Zoidl (AUT)  | 35.          |
| 174          | Łukasz Owsian (POL)   | DNF-7        |
| 175          | Joseph Rosskopf (USA) | DNS-3        |
| 176          | Simon Geschke (GER)   | DNF-7        |
| 177          | Laurens ten Dam (NED) | 31.          |

| Burgos-BH BBH | Burgos-BH BBH        | Burgos-BH BBH |
| ------------- | -------------------- | ------------- |
| Nr            | Kolarz               | Miejsce       |
| 181           | Ricardo Vilela (POR) | 68.           |
| 182           | Ángel Madrazo (ESP)  | DNF-7         |
| 183           | Diego Rubio (ESP)    | DNF-7         |
| 184           | José Fernandes (POR) | DNF-4         |
| 185           | Óscar Cabedo (ESP)   | DNF-6         |
| 186           | James Mitri (NZL)    | DNF-7         |
| 187           | Jorge Cubero (ESP)   | DNF-1         |

| Caja Rural-Seguros RGA CJR | Caja Rural-Seguros RGA CJR       | Caja Rural-Seguros RGA CJR |
| -------------------------- | -------------------------------- | -------------------------- |
| Nr                         | Kolarz                           | Miejsce                    |
| 191                        | Domingos Gonçalves (POR) (szosa) | DNF-1                      |
| 192                        | Alan Banaszek (POL)              | DNF-3                      |
| 193                        | Cristián Rodríguez (ESP)         | DNF-7                      |
| 194                        | Gonzalo Serrano (ESP)            |                            |
| 195                        | Álvaro Cuadros (ESP)             | DNS-6                      |
| 196                        | Nelson Soto (COL)                | DNF-7                      |
| 197                        | Sebastián Mora (ESP)             | DNF-7                      |

| Cofidis, Solutions Crédits COF | Cofidis, Solutions Crédits COF | Cofidis, Solutions Crédits COF |
| ------------------------------ | ------------------------------ | ------------------------------ |
| Nr                             | Kolarz                         | Miejsce                        |
| 201                            | Jesús Herrada (ESP)            | 42.                            |
| 202                            | Hugo Hofstetter (FRA)          | DNS-3                          |
| 203                            | Jesper Hansen (DEN)            | DNS-3                          |
| 204                            | José Herrada (ESP)             | DNF-2                          |
| 205                            | Natnael Berhane (ERI)          | DNF-7                          |
| 206                            | Luis Ángel Maté (ESP)          | 18.                            |
| 207                            | Darwin Atapuma (COL)           | 16.                            |

| Euskadi Basque Country-Murias EUS | Euskadi Basque Country-Murias EUS | Euskadi Basque Country-Murias EUS |
| --------------------------------- | --------------------------------- | --------------------------------- |
| Nr                                | Kolarz                            | Miejsce                           |
| 211                               | Fernando Barceló (ESP)            | 53.                               |
| 212                               | Mikel Bizkarra (ESP)              | 43.                               |
| 213                               | Garikoitz Bravo (ESP)             | DNF-7                             |
| 214                               | Óscar Rodríguez (ESP)             | DNF-7                             |
| 215                               | Mikel Aristi (ESP)                | DNF-7                             |
| 216                               | Mikel Iturria (ESP)               | 79.                               |
| 217                               | Sergio Samitier (ESP)             | 97.                               |

| Roompot-Charles ROC | Roompot-Charles ROC      | Roompot-Charles ROC |
| ------------------- | ------------------------ | ------------------- |
| Nr                  | Kolarz                   | Miejsce             |
| 221                 | Pieter Weening (NED)     | 78.                 |
| 222                 | Huub Duyn (NED)          | DNF-3               |
| 223                 | Oscar Riesebeek (NED)    | 89.                 |
| 224                 | Nick van der Lijke (NED) | 70.                 |
| 225                 | Maurits Lammertink (NED) | 69.                 |
| 226                 | Mathias De Witte (BEL)   | 82.                 |
| 227                 | Arjen Livyns (BEL)       | DNF-1               |

| Arkéa-Samsic PCB | Arkéa-Samsic PCB        | Arkéa-Samsic PCB |
| ---------------- | ----------------------- | ---------------- |
| Nr               | Kolarz                  | Miejsce          |
| 231              | André Greipel (GER)     | DNS-6            |
| 232              | Warren Barguil (FRA)    | DNF-7            |
| 233              | Anthony Delaplace (FRA) | 90.              |
| 234              | Kévin Ledanois (FRA)    | 62.              |
| 235              | Brice Feillu (FRA)      | 81.              |
| 236              | Florian Vachon (FRA)    | DNF-6            |
| 237              | Amaël Moinard (FRA)     | 64.              |

| Wanty-Gobert WGG | Wanty-Gobert WGG           | Wanty-Gobert WGG |
| ---------------- | -------------------------- | ---------------- |
| Nr               | Kolarz                     | Miejsce          |
| 241              | Guillaume Martin (FRA)     | 8.               |
| 242              | Xandro Meurisse (BEL)      | DNS-4            |
| 243              | Thomas Degand (BEL)        | 37.              |
| 244              | Odd Christian Eiking (NOR) | 15.              |
| 245              | Fabien Doubey (FRA)        | 24.              |
| 246              | Marco Minnaard (NED)       | 50.              |
| 247              | Bart De Clercq (BEL)       | DNF-7            |

Legenda: DNF – nie ukończył etapu, OTL – przekroczył limit czasu, DNS – nie wystartował do etapu, DSQ – zdyskwalifikowany. Numer przy skrócie oznacza etap, na którym kolarz opuścił wyścig.

## Wyniki etapów

### Etap 1
| Calella - Calella | górzysty | (164 km) |

| \| Klasyfikacja etapu \| Klasyfikacja etapu \| Klasyfikacja etapu \| Klasyfikacja etapu \| Klasyfikacja etapu \| \| Kolarz \| Kolarz \| Państwo \| Drużyna \| Czas \| \| ------------------ \| --------------------- \| ------------------ \| ----------------------------- \| ------------------ \| \| 1. \| Thomas De Gendt \| Belgia \| Lotto-Soudal \| 4h 14' 32" \| \| 2. \| Maximilian Schachmann \| Niemcy \| Bora-Hansgrohe \| + 2' 38" \| \| 3. \| Grega Bole \| Słowenia \| Bahrain-Merida \| + 2' 42" \| \| 4. \| Michael Matthews \| Australia \| Team Sunweb \| + 2' 42" \| \| 5. \| Mikel Aristi \| Hiszpania \| Euskadi Basque Country-Murias \| + 2' 42" \| \| 6. \| André Greipel \| Niemcy \| Arkéa-Samsic \| + 2' 42" \| \| 7. \| Daryl Impey \| Południowa Afryka \| Mitchelton-Scott \| + 2' 42" \| \| 8. \| Egan Bernal \| Kolumbia \| Team Sky \| + 2' 42" \| \| 9. \| Nick van der Lijke \| Holandia \| Roompot-Charles \| + 2' 42" \| \| 10. \| Patrick Bevin \| Nowa Zelandia \| CCC Team \| + 2' 42" \| |                       |                   |                               |            |
| |                       |                   |                               |            |
| Źródło: ProCyclingStats |                       |                   |                               |            |
| Klasyfikacja etapu |                       |                   |                               |            |
| Kolarz | Kolarz                | Państwo           | Drużyna                       | Czas       |
| 1. | Thomas De Gendt       | Belgia            | Lotto-Soudal                  | 4h 14' 32" |
| 2. | Maximilian Schachmann | Niemcy            | Bora-Hansgrohe                | + 2' 38"   |
| 3. | Grega Bole            | Słowenia          | Bahrain-Merida                | + 2' 42"   |
| 4. | Michael Matthews      | Australia         | Team Sunweb                   | + 2' 42"   |
| 5. | Mikel Aristi          | Hiszpania         | Euskadi Basque Country-Murias | + 2' 42"   |
| 6. | André Greipel         | Niemcy            | Arkéa-Samsic                  | + 2' 42"   |
| 7. | Daryl Impey           | Południowa Afryka | Mitchelton-Scott              | + 2' 42"   |
| 8. | Egan Bernal           | Kolumbia          | Team Sky                      | + 2' 42"   |
| 9. | Nick van der Lijke    | Holandia          | Roompot-Charles               | + 2' 42"   |
| 10. | Patrick Bevin         | Nowa Zelandia     | CCC Team                      | + 2' 42"   |

| \| Klasyfikacja generalna \| Klasyfikacja generalna \| Klasyfikacja generalna \| Klasyfikacja generalna \| Klasyfikacja generalna \| \| Kolarz \| Kolarz \| Państwo \| Drużyna \| Czas \| \| ---------------------- \| ---------------------- \| ---------------------- \| ----------------------------- \| ---------------------- \| \| 1. \| Thomas De Gendt \| Belgia \| Lotto-Soudal \| 4h 14' 16" \| \| 2. \| Maximilian Schachmann \| Niemcy \| Bora-Hansgrohe \| + 2' 48" \| \| 3. \| Grega Bole \| Słowenia \| Bahrain-Merida \| + 2' 54" \| \| 4. \| Alejandro Valverde \| Hiszpania \| Movistar Team \| + 2' 56" \| \| 5. \| Egan Bernal \| Kolumbia \| Team Sky \| + 2' 57" \| \| 6. \| Luis Ángel Maté \| Hiszpania \| Cofidis, Solutions Crédits \| + 2' 57" \| \| 7. \| Michael Matthews \| Australia \| Team Sunweb \| + 2' 58" \| \| 8. \| Mikel Aristi \| Hiszpania \| Euskadi Basque Country-Murias \| + 2' 58" \| \| 9. \| André Greipel \| Niemcy \| Arkéa-Samsic \| + 2' 58" \| \| 10. \| Daryl Impey \| Południowa Afryka \| Mitchelton-Scott \| + 2' 58" \| |                       |                   |                               |            |
| |                       |                   |                               |            |
| Źródło: ProCyclingStats |                       |                   |                               |            |
| Klasyfikacja generalna |                       |                   |                               |            |
| Kolarz | Kolarz                | Państwo           | Drużyna                       | Czas       |
| 1. | Thomas De Gendt       | Belgia            | Lotto-Soudal                  | 4h 14' 16" |
| 2. | Maximilian Schachmann | Niemcy            | Bora-Hansgrohe                | + 2' 48"   |
| 3. | Grega Bole            | Słowenia          | Bahrain-Merida                | + 2' 54"   |
| 4. | Alejandro Valverde    | Hiszpania         | Movistar Team                 | + 2' 56"   |
| 5. | Egan Bernal           | Kolumbia          | Team Sky                      | + 2' 57"   |
| 6. | Luis Ángel Maté       | Hiszpania         | Cofidis, Solutions Crédits    | + 2' 57"   |
| 7. | Michael Matthews      | Australia         | Team Sunweb                   | + 2' 58"   |
| 8. | Mikel Aristi          | Hiszpania         | Euskadi Basque Country-Murias | + 2' 58"   |
| 9. | André Greipel         | Niemcy            | Arkéa-Samsic                  | + 2' 58"   |
| 10. | Daryl Impey           | Południowa Afryka | Mitchelton-Scott              | + 2' 58"   |

### Etap 2
| Mataró - Sant Feliu de Guíxols | pagórkowaty | (166,7 km) |

| \| Klasyfikacja etapu \| Klasyfikacja etapu \| Klasyfikacja etapu \| Klasyfikacja etapu \| Klasyfikacja etapu \| \| Kolarz \| Kolarz \| Państwo \| Drużyna \| Czas \| \| ------------------ \| --------------------- \| ------------------ \| --------------------- \| ------------------ \| \| 1. \| Michael Matthews \| Australia \| Team Sunweb \| 4h 09' 34" \| \| 2. \| Alejandro Valverde \| Hiszpania \| Movistar Team \| + 0" \| \| 3. \| Daryl Impey \| Południowa Afryka \| Mitchelton-Scott \| + 0" \| \| 4. \| Maximilian Schachmann \| Niemcy \| Bora-Hansgrohe \| + 0" \| \| 5. \| Odd Christian Eiking \| Norwegia \| Wanty-Gobert \| + 0" \| \| 6. \| James Knox \| Wielka Brytania \| Deceuninck-Quick Step \| + 0" \| \| 7. \| Patrick Bevin \| Nowa Zelandia \| CCC Team \| + 0" \| \| 8. \| Enrico Gasparotto \| Włochy \| Dimension Data \| + 0" \| \| 9. \| Davide Formolo \| Włochy \| Bora-Hansgrohe \| + 0" \| \| 10. \| Daniel Martin \| Irlandia \| UAE Team Emirates \| + 0" \| |                       |                   |                       |            |
| |                       |                   |                       |            |
| Źródło: ProCyclingStats |                       |                   |                       |            |
| Klasyfikacja etapu |                       |                   |                       |            |
| Kolarz | Kolarz                | Państwo           | Drużyna               | Czas       |
| 1. | Michael Matthews      | Australia         | Team Sunweb           | 4h 09' 34" |
| 2. | Alejandro Valverde    | Hiszpania         | Movistar Team         | + 0"       |
| 3. | Daryl Impey           | Południowa Afryka | Mitchelton-Scott      | + 0"       |
| 4. | Maximilian Schachmann | Niemcy            | Bora-Hansgrohe        | + 0"       |
| 5. | Odd Christian Eiking  | Norwegia          | Wanty-Gobert          | + 0"       |
| 6. | James Knox            | Wielka Brytania   | Deceuninck-Quick Step | + 0"       |
| 7. | Patrick Bevin         | Nowa Zelandia     | CCC Team              | + 0"       |
| 8. | Enrico Gasparotto     | Włochy            | Dimension Data        | + 0"       |
| 9. | Davide Formolo        | Włochy            | Bora-Hansgrohe        | + 0"       |
| 10. | Daniel Martin         | Irlandia          | UAE Team Emirates     | + 0"       |

| \| Klasyfikacja generalna \| Klasyfikacja generalna \| Klasyfikacja generalna \| Klasyfikacja generalna \| Klasyfikacja generalna \| \| Kolarz \| Kolarz \| Państwo \| Drużyna \| Czas \| \| ---------------------- \| ---------------------- \| ---------------------- \| -------------------------- \| ---------------------- \| \| 1. \| Thomas De Gendt \| Belgia \| Lotto-Soudal \| 8h 23' 50" \| \| 2. \| Alejandro Valverde \| Hiszpania \| Movistar Team \| + 2' 47" \| \| 3. \| Michael Matthews \| Australia \| Team Sunweb \| + 2' 48" \| \| 4. \| Maximilian Schachmann \| Niemcy \| Bora-Hansgrohe \| + 2' 48" \| \| 5. \| Daryl Impey \| Południowa Afryka \| Mitchelton-Scott \| + 2' 54" \| \| 6. \| Nairo Quintana \| Kolumbia \| Movistar Team \| + 2' 56" \| \| 7. \| Egan Bernal \| Kolumbia \| Team Sky \| + 2' 57" \| \| 8. \| Steven Kruijswijk \| Holandia \| Team Jumbo-Visma \| + 2' 57" \| \| 9. \| Luis Ángel Maté \| Hiszpania \| Cofidis, Solutions Crédits \| + 2' 57" \| \| 10. \| Patrick Bevin \| Nowa Zelandia \| CCC Team \| + 2' 58" \| |                       |                   |                            |            |
| |                       |                   |                            |            |
| Źródło: ProCyclingStats |                       |                   |                            |            |
| Klasyfikacja generalna |                       |                   |                            |            |
| Kolarz | Kolarz                | Państwo           | Drużyna                    | Czas       |
| 1. | Thomas De Gendt       | Belgia            | Lotto-Soudal               | 8h 23' 50" |
| 2. | Alejandro Valverde    | Hiszpania         | Movistar Team              | + 2' 47"   |
| 3. | Michael Matthews      | Australia         | Team Sunweb                | + 2' 48"   |
| 4. | Maximilian Schachmann | Niemcy            | Bora-Hansgrohe             | + 2' 48"   |
| 5. | Daryl Impey           | Południowa Afryka | Mitchelton-Scott           | + 2' 54"   |
| 6. | Nairo Quintana        | Kolumbia          | Movistar Team              | + 2' 56"   |
| 7. | Egan Bernal           | Kolumbia          | Team Sky                   | + 2' 57"   |
| 8. | Steven Kruijswijk     | Holandia          | Team Jumbo-Visma           | + 2' 57"   |
| 9. | Luis Ángel Maté       | Hiszpania         | Cofidis, Solutions Crédits | + 2' 57"   |
| 10. | Patrick Bevin         | Nowa Zelandia     | CCC Team                   | + 2' 58"   |

### Etap 3
| Sant Feliu de Guíxols - Vallter 2000 | górski | (179 km) |

| \| Klasyfikacja etapu \| Klasyfikacja etapu \| Klasyfikacja etapu \| Klasyfikacja etapu \| Klasyfikacja etapu \| \| Kolarz \| Kolarz \| Państwo \| Drużyna \| Czas \| \| ------------------ \| ------------------ \| ------------------ \| ------------------ \| ------------------ \| \| 1. \| Adam Yates \| Wielka Brytania \| Mitchelton-Scott \| 5h 02' 18" \| \| 2. \| Egan Bernal \| Kolumbia \| Team Sky \| + 0" \| \| 3. \| Daniel Martin \| Irlandia \| UAE Team Emirates \| + 0" \| \| 4. \| Nairo Quintana \| Kolumbia \| Movistar Team \| + 0" \| \| 5. \| Miguel Ángel López \| Kolumbia \| Astana \| + 2" \| \| 6. \| Steven Kruijswijk \| Holandia \| Team Jumbo-Visma \| + 30" \| \| 7. \| Ilnur Zakarin \| Rosja \| Katusha-Alpecin \| + 46" \| \| 8. \| Richard Carapaz \| Ekwador \| Movistar Team \| + 46" \| \| 9. \| Wilco Kelderman \| Holandia \| Team Sunweb \| + 51" \| \| 10. \| Michael Woods \| Kanada \| EF Education First \| + 53" \| |                    |                 |                    |            |
| |                    |                 |                    |            |
| Źródło: ProCyclingStats |                    |                 |                    |            |
| Klasyfikacja etapu |                    |                 |                    |            |
| Kolarz | Kolarz             | Państwo         | Drużyna            | Czas       |
| 1. | Adam Yates         | Wielka Brytania | Mitchelton-Scott   | 5h 02' 18" |
| 2. | Egan Bernal        | Kolumbia        | Team Sky           | + 0"       |
| 3. | Daniel Martin      | Irlandia        | UAE Team Emirates  | + 0"       |
| 4. | Nairo Quintana     | Kolumbia        | Movistar Team      | + 0"       |
| 5. | Miguel Ángel López | Kolumbia        | Astana             | + 2"       |
| 6. | Steven Kruijswijk  | Holandia        | Team Jumbo-Visma   | + 30"      |
| 7. | Ilnur Zakarin      | Rosja           | Katusha-Alpecin    | + 46"      |
| 8. | Richard Carapaz    | Ekwador         | Movistar Team      | + 46"      |
| 9. | Wilco Kelderman    | Holandia        | Team Sunweb        | + 51"      |
| 10. | Michael Woods      | Kanada          | EF Education First | + 53"      |

| \| Klasyfikacja generalna \| Klasyfikacja generalna \| Klasyfikacja generalna \| Klasyfikacja generalna \| Klasyfikacja generalna \| \| Kolarz \| Kolarz \| Państwo \| Drużyna \| Czas \| \| ---------------------- \| ---------------------- \| ---------------------- \| ---------------------- \| ---------------------- \| \| 1. \| Thomas De Gendt \| Belgia \| Lotto-Soudal \| 13h 28' 29" \| \| 2. \| Adam Yates \| Wielka Brytania \| Mitchelton-Scott \| + 27" \| \| 3. \| Egan Bernal \| Kolumbia \| Team Sky \| + 30" \| \| 4. \| Daniel Martin \| Irlandia \| UAE Team Emirates \| + 33" \| \| 5. \| Nairo Quintana \| Kolumbia \| Movistar Team \| + 35" \| \| 6. \| Miguel Ángel López \| Kolumbia \| Astana \| + 39" \| \| 7. \| Steven Kruijswijk \| Holandia \| Team Jumbo-Visma \| + 1' 06" \| \| 8. \| Ilnur Zakarin \| Rosja \| Katusha-Alpecin \| + 1' 23" \| \| 9. \| Richard Carapaz \| Ekwador \| Movistar Team \| + 1' 23" \| \| 10. \| Wilco Kelderman \| Holandia \| Team Sunweb \| + 1' 28" \| |                    |                 |                   |             |
| |                    |                 |                   |             |
| Źródło: ProCyclingStats |                    |                 |                   |             |
| Klasyfikacja generalna |                    |                 |                   |             |
| Kolarz | Kolarz             | Państwo         | Drużyna           | Czas        |
| 1. | Thomas De Gendt    | Belgia          | Lotto-Soudal      | 13h 28' 29" |
| 2. | Adam Yates         | Wielka Brytania | Mitchelton-Scott  | + 27"       |
| 3. | Egan Bernal        | Kolumbia        | Team Sky          | + 30"       |
| 4. | Daniel Martin      | Irlandia        | UAE Team Emirates | + 33"       |
| 5. | Nairo Quintana     | Kolumbia        | Movistar Team     | + 35"       |
| 6. | Miguel Ángel López | Kolumbia        | Astana            | + 39"       |
| 7. | Steven Kruijswijk  | Holandia        | Team Jumbo-Visma  | + 1' 06"    |
| 8. | Ilnur Zakarin      | Rosja           | Katusha-Alpecin   | + 1' 23"    |
| 9. | Richard Carapaz    | Ekwador         | Movistar Team     | + 1' 23"    |
| 10. | Wilco Kelderman    | Holandia        | Team Sunweb       | + 1' 28"    |

### Etap 4
| Llanars - La Molina | górski | (150,3 km) |

| \| Klasyfikacja etapu \| Klasyfikacja etapu \| Klasyfikacja etapu \| Klasyfikacja etapu \| Klasyfikacja etapu \| \| Kolarz \| Kolarz \| Państwo \| Drużyna \| Czas \| \| ------------------ \| ------------------ \| ------------------ \| ------------------ \| ------------------ \| \| 1. \| Miguel Ángel López \| Kolumbia \| Astana \| 4h 02' 07" \| \| 2. \| Gregor Mühlberger \| Austria \| Bora-Hansgrohe \| + 16" \| \| 3. \| Marc Soler \| Hiszpania \| Movistar Team \| + 16" \| \| 4. \| Egan Bernal \| Kolumbia \| Team Sky \| + 16" \| \| 5. \| Adam Yates \| Wielka Brytania \| Mitchelton-Scott \| + 16" \| \| 6. \| Nairo Quintana \| Kolumbia \| Movistar Team \| + 19" \| \| 7. \| Steven Kruijswijk \| Holandia \| Team Jumbo-Visma \| + 19" \| \| 8. \| Guillaume Martin \| Francja \| Wanty-Gobert \| + 32" \| \| 9. \| Michael Woods \| Kanada \| EF Education First \| + 34" \| \| 10. \| Rafał Majka \| Polska \| Bora-Hansgrohe \| + 42" \| |                    |                 |                    |            |
| |                    |                 |                    |            |
| Źródło: ProCyclingStats |                    |                 |                    |            |
| Klasyfikacja etapu |                    |                 |                    |            |
| Kolarz | Kolarz             | Państwo         | Drużyna            | Czas       |
| 1. | Miguel Ángel López | Kolumbia        | Astana             | 4h 02' 07" |
| 2. | Gregor Mühlberger  | Austria         | Bora-Hansgrohe     | + 16"      |
| 3. | Marc Soler         | Hiszpania       | Movistar Team      | + 16"      |
| 4. | Egan Bernal        | Kolumbia        | Team Sky           | + 16"      |
| 5. | Adam Yates         | Wielka Brytania | Mitchelton-Scott   | + 16"      |
| 6. | Nairo Quintana     | Kolumbia        | Movistar Team      | + 19"      |
| 7. | Steven Kruijswijk  | Holandia        | Team Jumbo-Visma   | + 19"      |
| 8. | Guillaume Martin   | Francja         | Wanty-Gobert       | + 32"      |
| 9. | Michael Woods      | Kanada          | EF Education First | + 34"      |
| 10. | Rafał Majka        | Polska          | Bora-Hansgrohe     | + 42"      |

| \| Klasyfikacja generalna \| Klasyfikacja generalna \| Klasyfikacja generalna \| Klasyfikacja generalna \| Klasyfikacja generalna \| \| Kolarz \| Kolarz \| Państwo \| Drużyna \| Czas \| \| ---------------------- \| ---------------------- \| ---------------------- \| ---------------------- \| ---------------------- \| \| 1. \| Miguel Ángel López \| Kolumbia \| Astana \| 17h 31' 05" \| \| 2. \| Adam Yates \| Wielka Brytania \| Mitchelton-Scott \| + 14" \| \| 3. \| Egan Bernal \| Kolumbia \| Team Sky \| + 17" \| \| 4. \| Nairo Quintana \| Kolumbia \| Movistar Team \| + 25" \| \| 5. \| Daniel Martin \| Irlandia \| UAE Team Emirates \| + 46" \| \| 6. \| Steven Kruijswijk \| Holandia \| Team Jumbo-Visma \| + 56" \| \| 7. \| Michael Woods \| Kanada \| EF Education First \| + 1' 42" \| \| 8. \| Romain Bardet \| Francja \| AG2R La Mondiale \| + 1' 44" \| \| 9. \| Rafał Majka \| Polska \| Bora-Hansgrohe \| + 2' 27" \| \| 10. \| Marc Soler \| Hiszpania \| Movistar Team \| + 2' 36" \| |                    |                 |                    |             |
| |                    |                 |                    |             |
| Źródło: ProCyclingStats |                    |                 |                    |             |
| Klasyfikacja generalna |                    |                 |                    |             |
| Kolarz | Kolarz             | Państwo         | Drużyna            | Czas        |
| 1. | Miguel Ángel López | Kolumbia        | Astana             | 17h 31' 05" |
| 2. | Adam Yates         | Wielka Brytania | Mitchelton-Scott   | + 14"       |
| 3. | Egan Bernal        | Kolumbia        | Team Sky           | + 17"       |
| 4. | Nairo Quintana     | Kolumbia        | Movistar Team      | + 25"       |
| 5. | Daniel Martin      | Irlandia        | UAE Team Emirates  | + 46"       |
| 6. | Steven Kruijswijk  | Holandia        | Team Jumbo-Visma   | + 56"       |
| 7. | Michael Woods      | Kanada          | EF Education First | + 1' 42"    |
| 8. | Romain Bardet      | Francja         | AG2R La Mondiale   | + 1' 44"    |
| 9. | Rafał Majka        | Polska          | Bora-Hansgrohe     | + 2' 27"    |
| 10. | Marc Soler         | Hiszpania       | Movistar Team      | + 2' 36"    |

### Etap 5
| Puigcerdà - San Cugat del Vallés | pagórkowaty | (188,1 km) |

| \| Klasyfikacja etapu \| Klasyfikacja etapu \| Klasyfikacja etapu \| Klasyfikacja etapu \| Klasyfikacja etapu \| \| Kolarz \| Kolarz \| Państwo \| Drużyna \| Czas \| \| ------------------ \| --------------------- \| ------------------ \| ------------------ \| ------------------ \| \| 1. \| Maximilian Schachmann \| Niemcy \| Bora-Hansgrohe \| 4h 25' 45" \| \| 2. \| Michael Matthews \| Australia \| Team Sunweb \| + 13" \| \| 3. \| Ryan Gibbons \| Południowa Afryka \| Dimension Data \| + 13" \| \| 4. \| Daryl Impey \| Południowa Afryka \| Mitchelton-Scott \| + 13" \| \| 5. \| Patrick Bevin \| Nowa Zelandia \| CCC Team \| + 13" \| \| 6. \| Phil Bauhaus \| Niemcy \| Bahrain-Merida \| + 13" \| \| 7. \| Jay McCarthy \| Australia \| Bora-Hansgrohe \| + 13" \| \| 8. \| Nairo Quintana \| Kolumbia \| Movistar Team \| + 13" \| \| 9. \| Bjorg Lambrecht \| Belgia \| Lotto-Soudal \| + 13" \| \| 10. \| Miguel Ángel López \| Kolumbia \| Astana \| + 13" \| |                       |                   |                  |            |
| |                       |                   |                  |            |
| Źródło: ProCyclingStats |                       |                   |                  |            |
| Klasyfikacja etapu |                       |                   |                  |            |
| Kolarz | Kolarz                | Państwo           | Drużyna          | Czas       |
| 1. | Maximilian Schachmann | Niemcy            | Bora-Hansgrohe   | 4h 25' 45" |
| 2. | Michael Matthews      | Australia         | Team Sunweb      | + 13"      |
| 3. | Ryan Gibbons          | Południowa Afryka | Dimension Data   | + 13"      |
| 4. | Daryl Impey           | Południowa Afryka | Mitchelton-Scott | + 13"      |
| 5. | Patrick Bevin         | Nowa Zelandia     | CCC Team         | + 13"      |
| 6. | Phil Bauhaus          | Niemcy            | Bahrain-Merida   | + 13"      |
| 7. | Jay McCarthy          | Australia         | Bora-Hansgrohe   | + 13"      |
| 8. | Nairo Quintana        | Kolumbia          | Movistar Team    | + 13"      |
| 9. | Bjorg Lambrecht       | Belgia            | Lotto-Soudal     | + 13"      |
| 10. | Miguel Ángel López    | Kolumbia          | Astana           | + 13"      |

| \| Klasyfikacja generalna \| Klasyfikacja generalna \| Klasyfikacja generalna \| Klasyfikacja generalna \| Klasyfikacja generalna \| \| Kolarz \| Kolarz \| Państwo \| Drużyna \| Czas \| \| ---------------------- \| ---------------------- \| ---------------------- \| ---------------------- \| ---------------------- \| \| 1. \| Miguel Ángel López \| Kolumbia \| Astana \| 21h 57' 05" \| \| 2. \| Adam Yates \| Wielka Brytania \| Mitchelton-Scott \| + 14" \| \| 3. \| Egan Bernal \| Kolumbia \| Team Sky \| + 17" \| \| 4. \| Nairo Quintana \| Kolumbia \| Movistar Team \| + 25" \| \| 5. \| Daniel Martin \| Irlandia \| UAE Team Emirates \| + 46" \| \| 6. \| Steven Kruijswijk \| Holandia \| Team Jumbo-Visma \| + 56" \| \| 7. \| Michael Woods \| Kanada \| EF Education First \| + 1' 42" \| \| 8. \| Romain Bardet \| Francja \| AG2R La Mondiale \| + 1' 44" \| \| 9. \| Rafał Majka \| Polska \| Bora-Hansgrohe \| + 2' 27" \| \| 10. \| Marc Soler \| Hiszpania \| Movistar Team \| + 2' 36" \| |                    |                 |                    |             |
| |                    |                 |                    |             |
| Źródło: ProCyclingStats |                    |                 |                    |             |
| Klasyfikacja generalna |                    |                 |                    |             |
| Kolarz | Kolarz             | Państwo         | Drużyna            | Czas        |
| 1. | Miguel Ángel López | Kolumbia        | Astana             | 21h 57' 05" |
| 2. | Adam Yates         | Wielka Brytania | Mitchelton-Scott   | + 14"       |
| 3. | Egan Bernal        | Kolumbia        | Team Sky           | + 17"       |
| 4. | Nairo Quintana     | Kolumbia        | Movistar Team      | + 25"       |
| 5. | Daniel Martin      | Irlandia        | UAE Team Emirates  | + 46"       |
| 6. | Steven Kruijswijk  | Holandia        | Team Jumbo-Visma   | + 56"       |
| 7. | Michael Woods      | Kanada          | EF Education First | + 1' 42"    |
| 8. | Romain Bardet      | Francja         | AG2R La Mondiale   | + 1' 44"    |
| 9. | Rafał Majka        | Polska          | Bora-Hansgrohe     | + 2' 27"    |
| 10. | Marc Soler         | Hiszpania       | Movistar Team      | + 2' 36"    |

### Etap 6
| Valls - Vila-seca | górzysty | (169,1 km) |

| \| Klasyfikacja etapu \| Klasyfikacja etapu \| Klasyfikacja etapu \| Klasyfikacja etapu \| Klasyfikacja etapu \| \| Kolarz \| Kolarz \| Państwo \| Drużyna \| Czas \| \| ------------------ \| ------------------ \| ------------------ \| ----------------------------- \| ------------------ \| \| 1. \| Michael Matthews \| Australia \| Team Sunweb \| 3h 56' 36" \| \| 2. \| Phil Bauhaus \| Niemcy \| Bahrain-Merida \| + 0" \| \| 3. \| Daryl Impey \| Południowa Afryka \| Mitchelton-Scott \| + 0" \| \| 4. \| Patrick Bevin \| Nowa Zelandia \| CCC Team \| + 0" \| \| 5. \| Mikel Aristi \| Hiszpania \| Euskadi Basque Country-Murias \| + 0" \| \| 6. \| Hugo Hofstetter \| Francja \| Cofidis, Solutions Crédits \| + 0" \| \| 7. \| Ryan Gibbons \| Południowa Afryka \| Dimension Data \| + 0" \| \| 8. \| Miguel Ángel López \| Kolumbia \| Astana \| + 0" \| \| 9. \| Rafał Majka \| Polska \| Bora-Hansgrohe \| + 0" \| \| 10. \| Enric Mas \| Hiszpania \| Deceuninck-Quick Step \| + 0" \| |                    |                   |                               |            |
| |                    |                   |                               |            |
| Źródło: ProCyclingStats |                    |                   |                               |            |
| Klasyfikacja etapu |                    |                   |                               |            |
| Kolarz | Kolarz             | Państwo           | Drużyna                       | Czas       |
| 1. | Michael Matthews   | Australia         | Team Sunweb                   | 3h 56' 36" |
| 2. | Phil Bauhaus       | Niemcy            | Bahrain-Merida                | + 0"       |
| 3. | Daryl Impey        | Południowa Afryka | Mitchelton-Scott              | + 0"       |
| 4. | Patrick Bevin      | Nowa Zelandia     | CCC Team                      | + 0"       |
| 5. | Mikel Aristi       | Hiszpania         | Euskadi Basque Country-Murias | + 0"       |
| 6. | Hugo Hofstetter    | Francja           | Cofidis, Solutions Crédits    | + 0"       |
| 7. | Ryan Gibbons       | Południowa Afryka | Dimension Data                | + 0"       |
| 8. | Miguel Ángel López | Kolumbia          | Astana                        | + 0"       |
| 9. | Rafał Majka        | Polska            | Bora-Hansgrohe                | + 0"       |
| 10. | Enric Mas          | Hiszpania         | Deceuninck-Quick Step         | + 0"       |

| \| Klasyfikacja generalna \| Klasyfikacja generalna \| Klasyfikacja generalna \| Klasyfikacja generalna \| Klasyfikacja generalna \| \| Kolarz \| Kolarz \| Państwo \| Drużyna \| Czas \| \| ---------------------- \| ---------------------- \| ---------------------- \| ---------------------- \| ---------------------- \| \| 1. \| Miguel Ángel López \| Kolumbia \| Astana \| 25h 53' 41" \| \| 2. \| Adam Yates \| Wielka Brytania \| Mitchelton-Scott \| + 14" \| \| 3. \| Egan Bernal \| Kolumbia \| Team Sky \| + 17" \| \| 4. \| Nairo Quintana \| Kolumbia \| Movistar Team \| + 25" \| \| 5. \| Daniel Martin \| Irlandia \| UAE Team Emirates \| + 46" \| \| 6. \| Steven Kruijswijk \| Holandia \| Team Jumbo-Visma \| + 56" \| \| 7. \| Michael Woods \| Kanada \| EF Education First \| + 1' 42" \| \| 8. \| Romain Bardet \| Francja \| AG2R La Mondiale \| + 1' 44" \| \| 9. \| Rafał Majka \| Polska \| Bora-Hansgrohe \| + 2' 27" \| \| 10. \| Marc Soler \| Hiszpania \| Movistar Team \| + 2' 36" \| |                    |                 |                    |             |
| |                    |                 |                    |             |
| Źródło: ProCyclingStats |                    |                 |                    |             |
| Klasyfikacja generalna |                    |                 |                    |             |
| Kolarz | Kolarz             | Państwo         | Drużyna            | Czas        |
| 1. | Miguel Ángel López | Kolumbia        | Astana             | 25h 53' 41" |
| 2. | Adam Yates         | Wielka Brytania | Mitchelton-Scott   | + 14"       |
| 3. | Egan Bernal        | Kolumbia        | Team Sky           | + 17"       |
| 4. | Nairo Quintana     | Kolumbia        | Movistar Team      | + 25"       |
| 5. | Daniel Martin      | Irlandia        | UAE Team Emirates  | + 46"       |
| 6. | Steven Kruijswijk  | Holandia        | Team Jumbo-Visma   | + 56"       |
| 7. | Michael Woods      | Kanada          | EF Education First | + 1' 42"    |
| 8. | Romain Bardet      | Francja         | AG2R La Mondiale   | + 1' 44"    |
| 9. | Rafał Majka        | Polska          | Bora-Hansgrohe     | + 2' 27"    |
| 10. | Marc Soler         | Hiszpania       | Movistar Team      | + 2' 36"    |

### Etap 7
| Barcelona - Barcelona | górzysty | (143,1 km) |

| \| Klasyfikacja etapu \| Klasyfikacja etapu \| Klasyfikacja etapu \| Klasyfikacja etapu \| Klasyfikacja etapu \| \| Kolarz \| Kolarz \| Państwo \| Drużyna \| Czas \| \| ------------------ \| --------------------- \| ------------------ \| --------------------- \| ------------------ \| \| 1. \| Davide Formolo \| Włochy \| Bora-Hansgrohe \| 3h 19' 41" \| \| 2. \| Enric Mas \| Hiszpania \| Deceuninck-Quick Step \| + 51" \| \| 3. \| Maximilian Schachmann \| Niemcy \| Bora-Hansgrohe \| + 53" \| \| 4. \| Dion Smith \| Nowa Zelandia \| Mitchelton-Scott \| + 55" \| \| 5. \| Alejandro Valverde \| Hiszpania \| Movistar Team \| + 55" \| \| 6. \| Egan Bernal \| Kolumbia \| Team Sky \| + 55" \| \| 7. \| Adam Yates \| Wielka Brytania \| Mitchelton-Scott \| + 55" \| \| 8. \| Nairo Quintana \| Kolumbia \| Movistar Team \| + 55" \| \| 9. \| Steven Kruijswijk \| Holandia \| Team Jumbo-Visma \| + 55" \| \| 10. \| Michael Woods \| Kanada \| EF Education First \| + 55" \| |                       |                 |                       |            |
| |                       |                 |                       |            |
| Źródło: ProCyclingStats |                       |                 |                       |            |
| Klasyfikacja etapu |                       |                 |                       |            |
| Kolarz | Kolarz                | Państwo         | Drużyna               | Czas       |
| 1. | Davide Formolo        | Włochy          | Bora-Hansgrohe        | 3h 19' 41" |
| 2. | Enric Mas             | Hiszpania       | Deceuninck-Quick Step | + 51"      |
| 3. | Maximilian Schachmann | Niemcy          | Bora-Hansgrohe        | + 53"      |
| 4. | Dion Smith            | Nowa Zelandia   | Mitchelton-Scott      | + 55"      |
| 5. | Alejandro Valverde    | Hiszpania       | Movistar Team         | + 55"      |
| 6. | Egan Bernal           | Kolumbia        | Team Sky              | + 55"      |
| 7. | Adam Yates            | Wielka Brytania | Mitchelton-Scott      | + 55"      |
| 8. | Nairo Quintana        | Kolumbia        | Movistar Team         | + 55"      |
| 9. | Steven Kruijswijk     | Holandia        | Team Jumbo-Visma      | + 55"      |
| 10. | Michael Woods         | Kanada          | EF Education First    | + 55"      |

## Klasyfikacje

### Klasyfikacja generalna
| \| Klasyfikacja generalna \| Klasyfikacja generalna \| Klasyfikacja generalna \| Klasyfikacja generalna \| Klasyfikacja generalna \| \| Kolarz \| Kolarz \| Państwo \| Drużyna \| Czas \| \| ---------------------- \| ---------------------- \| ---------------------- \| ---------------------- \| ---------------------- \| \| 1. \| Miguel Ángel López \| Kolumbia \| Astana \| 29h 14' 17" \| \| 2. \| Adam Yates \| Wielka Brytania \| Mitchelton-Scott \| + 14" \| \| 3. \| Egan Bernal \| Kolumbia \| Team Sky \| + 17" \| \| 4. \| Nairo Quintana \| Kolumbia \| Movistar Team \| + 25" \| \| 5. \| Steven Kruijswijk \| Holandia \| Team Jumbo-Visma \| + 56" \| \| 6. \| Michael Woods \| Kanada \| EF Education First \| + 1' 42" \| \| 7. \| Rafał Majka \| Polska \| Bora-Hansgrohe \| + 2' 27" \| \| 8. \| Guillaume Martin \| Francja \| Wanty-Gobert \| + 2' 41" \| \| 9. \| Enric Mas \| Hiszpania \| Deceuninck-Quick Step \| + 2' 49" \| \| 10. \| Alejandro Valverde \| Hiszpania \| Movistar Team \| + 3' 02" \| |                    |                 |                       |             |
| |                    |                 |                       |             |
| Źródło: ProCyclingStats |                    |                 |                       |             |
| Klasyfikacja generalna |                    |                 |                       |             |
| Kolarz | Kolarz             | Państwo         | Drużyna               | Czas        |
| 1. | Miguel Ángel López | Kolumbia        | Astana                | 29h 14' 17" |
| 2. | Adam Yates         | Wielka Brytania | Mitchelton-Scott      | + 14"       |
| 3. | Egan Bernal        | Kolumbia        | Team Sky              | + 17"       |
| 4. | Nairo Quintana     | Kolumbia        | Movistar Team         | + 25"       |
| 5. | Steven Kruijswijk  | Holandia        | Team Jumbo-Visma      | + 56"       |
| 6. | Michael Woods      | Kanada          | EF Education First    | + 1' 42"    |
| 7. | Rafał Majka        | Polska          | Bora-Hansgrohe        | + 2' 27"    |
| 8. | Guillaume Martin   | Francja         | Wanty-Gobert          | + 2' 41"    |
| 9. | Enric Mas          | Hiszpania       | Deceuninck-Quick Step | + 2' 49"    |
| 10. | Alejandro Valverde | Hiszpania       | Movistar Team         | + 3' 02"    |

| Klasyfikacja sprinterska | Klasyfikacja sprinterska | Klasyfikacja sprinterska | Klasyfikacja sprinterska | Klasyfikacja sprinterska |
| Kolarz                   | Kolarz                   | Państwo                  | Drużyna                  | Punkty                   |
| ------------------------ | ------------------------ | ------------------------ | ------------------------ | ------------------------ |
| 1.                       | Michael Matthews         | Australia                | Team Sunweb              | 29 pkt                   |
| 2.                       | Maximilian Schachmann    | Niemcy                   | Bora-Hansgrohe           | 28 pkt                   |
| 3.                       | Thomas De Gendt          | Belgia                   | Lotto-Soudal             | 16 pkt                   |
| 4.                       | Davide Formolo           | Włochy                   | Bora-Hansgrohe           | 13 pkt                   |
| 5.                       | Alejandro Valverde       | Hiszpania                | Movistar Team            | 11 pkt                   |
| 6.                       | Miguel Ángel López       | Kolumbia                 | Astana                   | 10 pkt                   |
| 7.                       | Adam Yates               | Wielka Brytania          | Mitchelton-Scott         | 10 pkt                   |
| 8.                       | Gregor Mühlberger        | Austria                  | Bora-Hansgrohe           | 8 pkt                    |
| 9.                       | Daryl Impey              | Południowa Afryka        | Mitchelton-Scott         | 8 pkt                    |
| 10.                      | Egan Bernal              | Kolumbia                 | Team Sky                 | 7 pkt                    |

| Klasyfikacja sprinterska | Klasyfikacja sprinterska | Klasyfikacja sprinterska | Klasyfikacja sprinterska | Klasyfikacja sprinterska |
| Kolarz                   | Kolarz                   | Państwo                  | Drużyna                  | Punkty                   |
| ------------------------ | ------------------------ | ------------------------ | ------------------------ | ------------------------ |
| 1.                       | Michael Matthews         | Australia                | Team Sunweb              | 29 pkt                   |
| 2.                       | Maximilian Schachmann    | Niemcy                   | Bora-Hansgrohe           | 28 pkt                   |
| 3.                       | Thomas De Gendt          | Belgia                   | Lotto-Soudal             | 16 pkt                   |
| 4.                       | Davide Formolo           | Włochy                   | Bora-Hansgrohe           | 13 pkt                   |
| 5.                       | Alejandro Valverde       | Hiszpania                | Movistar Team            | 11 pkt                   |
| 6.                       | Miguel Ángel López       | Kolumbia                 | Astana                   | 10 pkt                   |
| 7.                       | Adam Yates               | Wielka Brytania          | Mitchelton-Scott         | 10 pkt                   |
| 8.                       | Gregor Mühlberger        | Austria                  | Bora-Hansgrohe           | 8 pkt                    |
| 9.                       | Daryl Impey              | Południowa Afryka        | Mitchelton-Scott         | 8 pkt                    |
| 10.                      | Egan Bernal              | Kolumbia                 | Team Sky                 | 7 pkt                    |

| Klasyfikacja górska | Klasyfikacja górska | Klasyfikacja górska | Klasyfikacja górska        | Klasyfikacja górska |
| Kolarz              | Kolarz              | Państwo             | Drużyna                    | Punkty              |
| ------------------- | ------------------- | ------------------- | -------------------------- | ------------------- |
| 1.                  | Thomas De Gendt     | Belgia              | Lotto-Soudal               | 60 pkt              |
| 2.                  | Carlos Verona       | Hiszpania           | Movistar Team              | 41 pkt              |
| 3.                  | Gregor Mühlberger   | Austria             | Bora-Hansgrohe             | 40 pkt              |
| 4.                  | Adam Yates          | Wielka Brytania     | Mitchelton-Scott           | 34 pkt              |
| 5.                  | Egan Bernal         | Kolumbia            | Team Sky                   | 25 pkt              |
| 6.                  | Luis Ángel Maté     | Hiszpania           | Cofidis, Solutions Crédits | 24 pkt              |
| 7.                  | Pieter Weening      | Holandia            | Roompot-Charles            | 24 pkt              |
| 8.                  | Miguel Ángel López  | Kolumbia            | Astana                     | 22 pkt              |
| 9.                  | Patrick Bevin       | Nowa Zelandia       | CCC Team                   | 21 pkt              |
| 10.                 | Davide Formolo      | Włochy              | Bora-Hansgrohe             | 18 pkt              |

| Klasyfikacja górska | Klasyfikacja górska | Klasyfikacja górska | Klasyfikacja górska        | Klasyfikacja górska |
| Kolarz              | Kolarz              | Państwo             | Drużyna                    | Punkty              |
| ------------------- | ------------------- | ------------------- | -------------------------- | ------------------- |
| 1.                  | Thomas De Gendt     | Belgia              | Lotto-Soudal               | 60 pkt              |
| 2.                  | Carlos Verona       | Hiszpania           | Movistar Team              | 41 pkt              |
| 3.                  | Gregor Mühlberger   | Austria             | Bora-Hansgrohe             | 40 pkt              |
| 4.                  | Adam Yates          | Wielka Brytania     | Mitchelton-Scott           | 34 pkt              |
| 5.                  | Egan Bernal         | Kolumbia            | Team Sky                   | 25 pkt              |
| 6.                  | Luis Ángel Maté     | Hiszpania           | Cofidis, Solutions Crédits | 24 pkt              |
| 7.                  | Pieter Weening      | Holandia            | Roompot-Charles            | 24 pkt              |
| 8.                  | Miguel Ángel López  | Kolumbia            | Astana                     | 22 pkt              |
| 9.                  | Patrick Bevin       | Nowa Zelandia       | CCC Team                   | 21 pkt              |
| 10.                 | Davide Formolo      | Włochy              | Bora-Hansgrohe             | 18 pkt              |

| Klasyfikacja młodzieżowa | Klasyfikacja młodzieżowa | Klasyfikacja młodzieżowa | Klasyfikacja młodzieżowa | Klasyfikacja młodzieżowa |
| Kolarz                   | Kolarz                   | Państwo                  | Drużyna                  | Czas                     |
| ------------------------ | ------------------------ | ------------------------ | ------------------------ | ------------------------ |
| 1.                       | Miguel Ángel López       | Kolumbia                 | Astana                   | 29h 14' 17"              |
| 2.                       | Egan Bernal              | Kolumbia                 | Team Sky                 | + 17"                    |
| 3.                       | Enric Mas                | Hiszpania                | Deceuninck-Quick Step    | + 2' 49"                 |
| 4.                       | Maximilian Schachmann    | Niemcy                   | Bora-Hansgrohe           | + 3' 15"                 |
| 5.                       | Odd Christian Eiking     | Norwegia                 | Wanty-Gobert             | + 7' 07"                 |
| 6.                       | James Knox               | Wielka Brytania          | Deceuninck-Quick Step    | + 13' 55"                |
| 7.                       | Merhawi Kudus            | Erytrea                  | Astana                   | + 15' 57"                |
| 8.                       | Giulio Ciccone           | Włochy                   | Trek-Segafredo           | + 17' 20"                |
| 9.                       | Pawieł Siwakow           | Rosja                    | Team Sky                 | + 18' 19"                |
| 10.                      | Gregor Mühlberger        | Austria                  | Bora-Hansgrohe           | + 24' 58"                |

| Klasyfikacja młodzieżowa | Klasyfikacja młodzieżowa | Klasyfikacja młodzieżowa | Klasyfikacja młodzieżowa | Klasyfikacja młodzieżowa |
| Kolarz                   | Kolarz                   | Państwo                  | Drużyna                  | Czas                     |
| ------------------------ | ------------------------ | ------------------------ | ------------------------ | ------------------------ |
| 1.                       | Miguel Ángel López       | Kolumbia                 | Astana                   | 29h 14' 17"              |
| 2.                       | Egan Bernal              | Kolumbia                 | Team Sky                 | + 17"                    |
| 3.                       | Enric Mas                | Hiszpania                | Deceuninck-Quick Step    | + 2' 49"                 |
| 4.                       | Maximilian Schachmann    | Niemcy                   | Bora-Hansgrohe           | + 3' 15"                 |
| 5.                       | Odd Christian Eiking     | Norwegia                 | Wanty-Gobert             | + 7' 07"                 |
| 6.                       | James Knox               | Wielka Brytania          | Deceuninck-Quick Step    | + 13' 55"                |
| 7.                       | Merhawi Kudus            | Erytrea                  | Astana                   | + 15' 57"                |
| 8.                       | Giulio Ciccone           | Włochy                   | Trek-Segafredo           | + 17' 20"                |
| 9.                       | Pawieł Siwakow           | Rosja                    | Team Sky                 | + 18' 19"                |
| 10.                      | Gregor Mühlberger        | Austria                  | Bora-Hansgrohe           | + 24' 58"                |

| Klasyfikacja drużynowa | Klasyfikacja drużynowa        | Klasyfikacja drużynowa | Klasyfikacja drużynowa |
| Drużyna                | Drużyna                       | Państwo                | Czas                   |
| ---------------------- | ----------------------------- | ---------------------- | ---------------------- |
| 1.                     | Movistar Team                 | Hiszpania              | 87h 49' 11"            |
| 2.                     | Bora-hansgrohe                | Niemcy                 | + 5' 13"               |
| 3.                     | Astana                        | Kazachstan             | + 10' 12"              |
| 4.                     | Wanty-Groupe Gobert           | Belgia                 | + 16' 39"              |
| 5.                     | Mitchelton-Scott              | Australia              | + 16' 42"              |
| 6.                     | EF Education First            | Stany Zjednoczone      | + 23' 07"              |
| 7.                     | Sky                           | Wielka Brytania        | + 30' 12"              |
| 8.                     | Euskadi Basque Country-Murias | Hiszpania              | + 33' 55"              |
| 9.                     | Cofidis, Solutions Crédits    | Francja                | + 34' 48"              |
| 10.                    | AG2R La Mondiale              | Francja                | + 35' 41"              |

| Klasyfikacja drużynowa | Klasyfikacja drużynowa        | Klasyfikacja drużynowa | Klasyfikacja drużynowa |
| Drużyna                | Drużyna                       | Państwo                | Czas                   |
| ---------------------- | ----------------------------- | ---------------------- | ---------------------- |
| 1.                     | Movistar Team                 | Hiszpania              | 87h 49' 11"            |
| 2.                     | Bora-hansgrohe                | Niemcy                 | + 5' 13"               |
| 3.                     | Astana                        | Kazachstan             | + 10' 12"              |
| 4.                     | Wanty-Groupe Gobert           | Belgia                 | + 16' 39"              |
| 5.                     | Mitchelton-Scott              | Australia              | + 16' 42"              |
| 6.                     | EF Education First            | Stany Zjednoczone      | + 23' 07"              |
| 7.                     | Sky                           | Wielka Brytania        | + 30' 12"              |
| 8.                     | Euskadi Basque Country-Murias | Hiszpania              | + 33' 55"              |
| 9.                     | Cofidis, Solutions Crédits    | Francja                | + 34' 48"              |
| 10.                    | AG2R La Mondiale              | Francja                | + 35' 41"              |

### Liderzy klasyfikacji
| Etap                 | Zwycięzca             | Klasyfikacja generalna | Klasyfikacja górska | Klasyfikacja sprinterska | Klasyfikacja młodzieżowa | Klasyfikacja drużynowa |
| -------------------- | --------------------- | ---------------------- | ------------------- | ------------------------ | ------------------------ | ---------------------- |
| 1                    | Thomas De Gendt       | Thomas De Gendt        | Thomas De Gendt     | Thomas De Gendt          | Maximilian Schachmann    | Lotto Soudal           |
| 2                    | Michael Matthews      | Thomas De Gendt        | Thomas De Gendt     | Thomas De Gendt          | Maximilian Schachmann    | Lotto Soudal           |
| 3                    | Adam Yates            | Thomas De Gendt        | Thomas De Gendt     | Thomas De Gendt          | Egan Bernal              | Movistar Team          |
| 4                    | Miguel Ángel López    | Miguel Ángel López     | Thomas De Gendt     | Thomas De Gendt          | Miguel Ángel López       | Movistar Team          |
| 5                    | Maximilian Schachmann | Miguel Ángel López     | Thomas De Gendt     | Maximilian Schachmann    | Miguel Ángel López       | Movistar Team          |
| 6                    | Michael Matthews      | Miguel Ángel López     | Thomas De Gendt     | Michael Matthews         | Miguel Ángel López       | Movistar Team          |
| 7                    | Davide Formolo        | Miguel Ángel López     | Thomas De Gendt     | Michael Matthews         | Miguel Ángel López       | Movistar Team          |
| Klasyfikacja końcowa | Klasyfikacja końcowa  | Miguel Ángel López     | Thomas De Gendt     | Michael Matthews         | Miguel Ángel López       | Movistar Team          |